# Gheară rudimentară

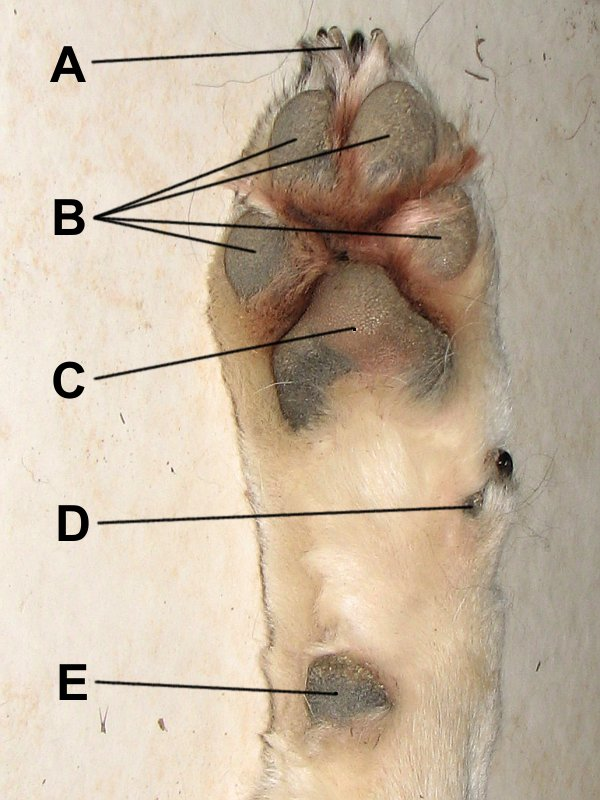
Laba unui câine: A - Gheare; B - Pernițele digitale; C - Perniță metatarsiană (Perniță plantară); D - Pinten (Gheară rudimentară); E - Perniță tarsiană

Gheara rudimentară sau pintenul este un deget aflat la piciorul mai multor animale (mamifere, păsări și reptile) care, în cele mai multe cazuri, crește mai sus pe picior decât restul degetelor și nu atinge pământul. La unele animale gheara rudimentară este vestigială.

## La câini
Câinii au aproape întotdeauna gheare rudimentare la picioarele din față și uneori la cele din spate. În majoritatea cazurilor, ghearele rudimentare la câine sunt doar ușor atașate de piciorul acestuia, ele fiind doar lipite de piele. Dacă o gheară rudimentară ajunge să se rupă, unii medici veterinari recomandă înlăturarea acesteia.